# Parti démocratique de Guinée
De Parti démocratique de Guinée (Nederlands: Democratische Partij van Guinea) is een politieke partij in Guinee. De partij werd in juni 1947 opgericht als afdeling van de Rassemblement démocratique africain (RDA). Leider van de partij werd Ahmed Sékou Touré, die na de onafhankelijkheidsverklaring van 2 oktober 1958 ook de eerste president van Guinee werd. 
Van 1958 tot 1984 was de PDG de enige toegestane partij van het land. De banden met de RDA, door Sékou Touré beoordeeld als te pro-Frans, werden reeds op 19 oktober 1958, dus daags na het verkrijgen van de onafhankelijkheid, doorgesneden. Aanvankelijk was de PDG een massapartij met veel aanhang onder de bevolking., maar door corruptieschandalen binnen de partijgelederen en de autoritaire regeringsstijl van Sékou Touré, nam de populariteit voor de PDG onder de bevolking in de jaren zeventig snel af. Partij en regering vormden een twee-eenheid en het door Sékou Touré voorgestane beleid was gebaseerd op potpourri van panafrikanisme, Afrikaans socialisme, de islam, marxisme-leninisme en nationalisme. Aanvankelijk waren partij en regering anti-westers gezind en werden goede contacten onderhouden met de Sovjet-Unie dat het land voorzag van geld en kennis. De betrekkingen met de Sovjet-Unie bekoelden halverwege de jaren zestig aanmerkelijk en de betrekkingen met het westen werden juist weer aangehaald. Ook werden de verhoudingen met de buurlanden (Liberia, Ivoorkust) verbeterd. Nauwe betrekkingen werden echter onderhouden met de Volksrepubliek China. Naar Chinees voorbeeld was er sprake van een soort culturele revolutie en radicaliseerde de PDG in de richting van een revolutionaire volkspartij. Het concept van de Parti état ("Partijstaat") werd door de president gelanceerd: het volk leidt de partij en de partij controleert de staat. Uiteindelijk moesten partij en staat versmelten waarna alleen de partij over zou blijven. In 1971 werd de partij gezuiverd van 'reactionairen' en 'contrarevolutionairen'. In processen, uitgezonden op de radio, stonden 21 zittende en oud-ministers terecht.
Aan de radicaliseringsperiode kwam in 1978 een einde. Weliswaar bleef het socialistische programma van de PDG gehandhaafd, voortaan zou Guinee zich meer gaan oriënteren op kapitalistische, westerse land. Ondanks deze koersverandering werd de naam van het land gewijzigd in Revolutionaire Volksrepubliek Guinee. In 1983 werd op het twaalfde partijcongres besloten tot het afschaffen van de socialistische economie en deze te vervangen door een gemengde economie. Deze verandering van koers werd gezien als een overwinning van het centrumrechtse kamp binnen de PDG onder leiding van prowesterse halfbroer van de president, Ismaël Touré.
Op 26 maart 1984 overleed president Sékou Touré en tot zijn opvolger werd benoemd Louis Beavogui, die tevens secretaris-generaal van de PDG werd. Reeds op 3 april 1984 kwam door een staatsgreep door kolonel Lansana Conté een einde aan het kortstondige bewind van Beavogui. Conté verbood direct na zijn aantreden als staatshoofd de PDG.
In 1992, na de legalisering van politieke partijen, volgde een heroprichting van de PDG onder de naam Parti démocratique guinée - Rassemblement démocratique africain (PDG/RDA) door Ismaël Gushein. Bij de verkiezingen van 2020 verkreeg de partij ongeveer 1% van de stemmen, goed voor een zetel in Assemblée nationale (Nationale Vergadering). 
Het logo van de PDG/RDA is een olifant (Externe afbeelding).